# Scott Weidensaul

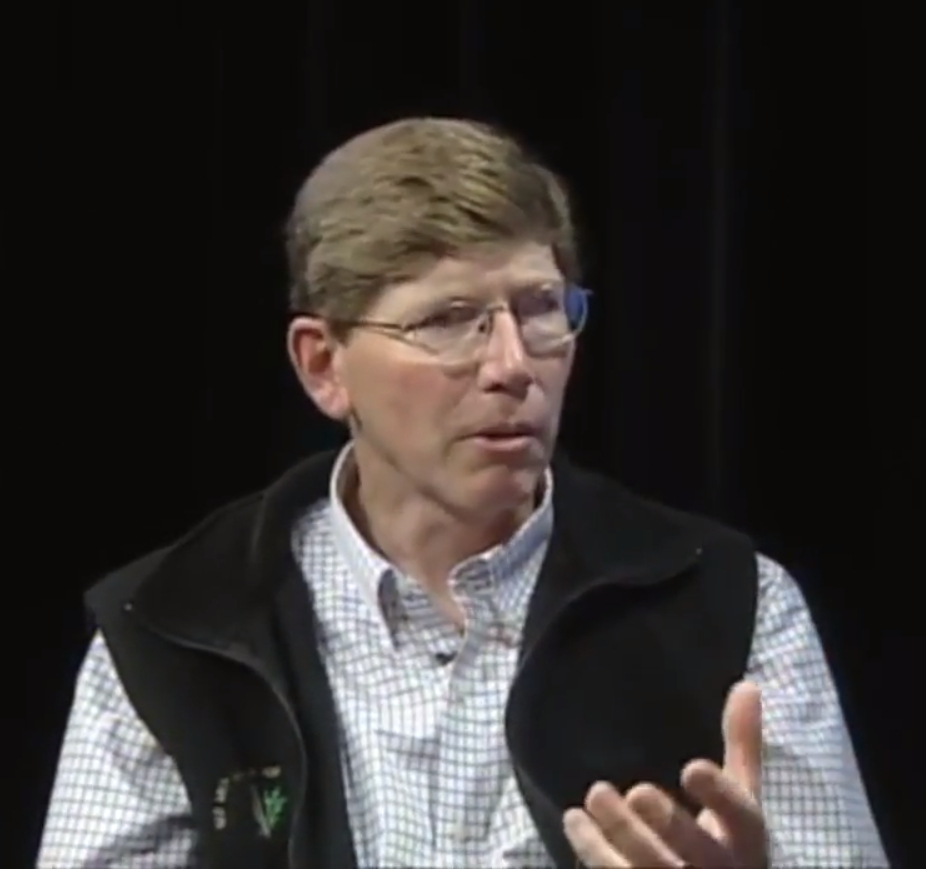
Scott Weidensaul (2012)

Charles Scott Weidensaul (* März 1959 in Pennsylvania) ist ein US-amerikanischer Ornithologe und Sachbuchautor.

## Leben
Weidensauls Karriere als Autor begann 1978 mit einer wöchentlichen naturkundlichen Kolumne in der Lokalzeitung Pottsville Republican im Schuylkill County, Pennsylvania, wo er aufwuchs. Später verfasste er Kolumnen für die Tageszeitung The Philadelphia Inquirer sowie für die Harrisburg Patriot-News.
Weidensaul hat mehr als 30 Bücher geschrieben, darunter 1999 sein viel beachtetes Werk Living on the Wind: Across the Hemisphere with Migratory Birds, das im Jahr 2000 in der Kategorie Sachbuch für den Pulitzer-Preis nominiert wurde. Sein Buch A World on the Wing: The Global Odyssey of Migratory Birds aus dem Jahr 2021 stand in der Bestsellerliste der Tageszeitung The New York Times. 
Zu seinen früheren Schriften zählen The Ghost with Trembling Wings: Science, Wishful Thinking and the Search for Lost Species (2002, u. a. mit Beiträgen über den Blassfuß-Waldsänger, den Gelbstirn-Waldsänger, den Komoren-Quastenflosser, den Elfenbeinspecht, den Höhlensittich, die Witwentangare, den Berberlöwen, den Schwarzfußiltis und den Beutelwolf), The First Frontier: The Forgotten History of Struggle, Savagery and Endurance in Early America (2012), Return to Wild America: A Yearlong Search for the Continent’s Natural Soul (2005) und Of a Feather: A Short History of American Birding (2007).
Weidensauls Artikel sind in zahlreichen Zeitungen und Zeitschriften erschienen, darunter im Audubon Magazine, Living Bird, Bird Watcher’s Digest, The Smithsonian, The New York Times, Nature Conservancy und National Wildlife. Er hat zahlreiche Vorträge über Naturschutz gehalten und leitet ornithologische Programme für das Hog Island Center der National Audubon Society an der Küste von Maine.
Weidensaul ist nicht nur als Autor tätig, sondern ist auch als aktiver Feldforscher, dessen Arbeit sich auf den Vogelzug konzentriert. Seit 1997 ist er Co-Leiter des Project Owlnet, einer Kooperation von nahezu 125 Beringungs- und Forschungsstationen in ganz Nordamerika, die sich mit dem Zug von Eulen befassen. Im selben Jahr begann er mit einem Langzeitprojekt in Pennsylvania zur Erforschung der Wanderungen von Sägekäuzen.
Weidensaul war 2013 Mitbegründer des Projekts SNOWstorm, das Hightech-Ortungstechnologie zur Untersuchung von Schneeeulen einsetzt, und 2015 war er Mitbegründer des Projekts Critical Connections, das den Vogelzug in den Brutgebieten der Nationalparks in Alaska studiert. Zudem ist er an einem kontinentalen Beringungsprojekt beteiligt, das die Zugrouten von Kolibriarten vom Westen in den Osten Nordamerikas untersucht. 2015 war er Mitbegründer der Northeast Motus Collaboration, einem Netzwerk in der mittelatlantischen Region von Neuengland, das die Wanderungen von Fledermäusen, Insekten und kleinen Vögeln erforscht.
Scott Weidensaul ist Mitglied der American Ornithological Society.

## Schriften
- Duck Stamps: Art in the service of conservation, 1989
- Garden Birds of North America, 1989
- American Wildlife, 1989
- North American Freshwater Fishing, 1989
- Hummingbirds, 1989 (deutsch: Kolibris – Fliegende Diamanten, 1990, übersetzt von Josef H. Reichholf)
- Venomous Animals (The World of Nature), 1990
- Reptiles and Amphibians (The World of Nature), 1990 (deutsch: Reptilien und Amphibien (Die Welt der Natur), 1991)
- Crocodiles and Alligators (The World of Nature), 1990
- Snakes of the World, 1990
- The Practical Ornithologist, 1990
- A Kid’s First Book of Birdwatching With Bird Song , 1990
- The Birder’s Miscellany: A Fascinating Collection of Facts, Figures, and Folklore from the World of Birds, 1991
- Seasonal Guide to the Natural Year: A Month by Month Guide to Natural Events, 1992
- Seasonal Guide to the Natural Year: A Month by Month Guide to Natural Events, 1993
- Fossil Identifier, 1994
- Mountains of the Heart: A Natural History of the Appalachians, 1994
- mit Bruce Van Patter: Max Bonker and the Howling Thieves, 1996
- Raptors: The Birds of Prey, 1996
- National Audubon Society First Field Guide to Birds, 1998
- Living on the Wind: Across the Hemisphere with Migratory Birds, 1999
- The Ghost with Trembling Wings: Science, Wishful Thinking, and the Search for Lost Species, 2002
- The Wildlife Art of Ned Smith, 2003
- The Raptor Almanac: A Comprehensive Guide to Eagles, Hawks, Falcons, and Vultures, 2004
- Return to Wild America: A Yearlong Search for the Continent’s Natural Soul, 2005
- Of a Feather: A Brief History of American Birding, 2007
- The First Frontier: The Forgotten History of Struggle, Savagery and Endurance in Early America, 2012
- Peterson Reference Guide to Owls of North America and the Caribbean, 2015
- A World on the Wing: The Global Odyssey of Migratory Birds, 2021 (deutsch: Auf Schwingen um die Welt: Die globale Odyssee der Zugvögel, 2022, übersetzt von Sebastian Vogel)
- A Warbler’s Journey, 2022